# Anagramme (X-Files)
Anagramme (Talitha Cumi) est le 24e et dernier épisode de la saison 3 de la série télévisée X-Files.
Dans cet épisode, qui fait partie de l'arc mythologique de la série, Mulder et Scully sont à la recherche d'un homme aux étranges pouvoirs qui pourrait avoir des informations sur la famille de Mulder.

## Résumé
Dans un restaurant rapide d'Arlington, un désespéré tire sur trois personnes avant d'être lui-même abattu par la police. Un vieil homme parvient toutefois à guérir toutes les victimes par l'imposition de ses mains. Mulder et Scully enquêtent sur cette affaire et découvrent que Jeremiah Smith, le mystérieux guérisseur, a soudainement disparu alors qu'il était en train d'être interrogé par un inspecteur.

## Distribution
- David Duchovny : Fox Mulder
- Gillian Anderson : Dana Scully
- Mitch Pileggi : Walter Skinner
- William B. Davis : l'homme à la cigarette
- Peter Donat : Bill Mulder
- Jerry Hardin : Gorge profonde
- Roy Thinnes : Jeremiah Smith
- Brian Thompson : le chasseur de primes extraterrestre
- Steven Williams : Monsieur X
- Rebecca Toolan : Teena Mulder

## Production
L'idée de départ de l'épisode, suggérée par David Duchovny, provient du récit Le Grand Inquisiteur de Fiodor Dostoïevski, qui a notamment influencé les scènes dans la cellule entre l'homme à la cigarette et Jeremiah Smith. Duchovny a également suggéré à Chris Carter d'engager Roy Thinnes pour le rôle de Jeremiah Smith après avoir fait sa rencontre dans un avion.
Si le titre français de l'épisode fait référence au mot "lamp" (lampe) orthographié par erreur "palm" (paume) par la mère de Mulder après sa sortie du coma, le titre original, Talitha Cumi, est une citation de la Bible, tirée de l'Évangile selon Marc (chapitre 5, verset 41), qui signifie en araméen "Jeune fille, je te le dis, lève-toi", et qui s'avère être une allusion aux puissants pouvoirs de guérison de Jeremiah Smith.

## Accueil

### Audiences
Lors de sa première diffusion aux États-Unis, l'épisode réalise un score de 11,2 sur l'échelle de Nielsen, avec 21 % de parts de marché, et est regardé par 17,86 millions de téléspectateurs.

### Critique
L'épisode recueille des critiques globalement favorables. Sarah Stegall, du site Munchkyn Zone, lui donne la note de 5/5. Le site Le Monde des Avengers lui donne la note de 4/4. Zack Handlen, du site The A.V. Club, lui donne la note de A. Le magazine Entertainment Weekly lui donne la note de A-.
John Keegan, du site Critical Myth, lui donne la note de 6/10.
Dans leur livre sur la série, Robert Shearman et Lars Pearson lui donnent la note de 1/5.